# Miss Arizona USA
Miss Arizona USA é a etapa estadual que leva a melhor e mais capacitada candidata do Arizona ao título nacional de Miss USA. A organização do evento na região fica por conta da empresa Casting Crowns Productions, idealizada e dirigida por Britt Boyse. O Arizona tem uma larga tradição de classificações entre as semi-finalistas e finalistas do Miss USA, mas até o momento nunca venceu o título nacional. No entanto, em 1980, Jineane Ford recebeu a coroa depois que a sul-carolinense Shawn Weatherly (vencedora original do concurso) foi coroada Miss Universo desse mesmo ano.

## Sumário de Resultados

### Classificações
| Posição         | Performance |
| Miss USA        |             |
| 2º. Lugar       | 2           |
| 3º. Lugar       | 3           |
| 4º. Lugar       | 3           |
| 5º. Lugar       |             |
| Semifinalista   | 17          |
| Total           | 25          |
| Ranking Oficial | 29º         |

### Premiações Especiais
- Miss Simpatia: Cara Jackson (1999)
- Miss Fotogenia: Jineane Ford (1980); Brittany Brannon (2011)
- Melhor Traje Típico: Daria Sparling (1984); Michelle Ducote (1985); Maricarroll Verlinde (1991).

## Vencedoras

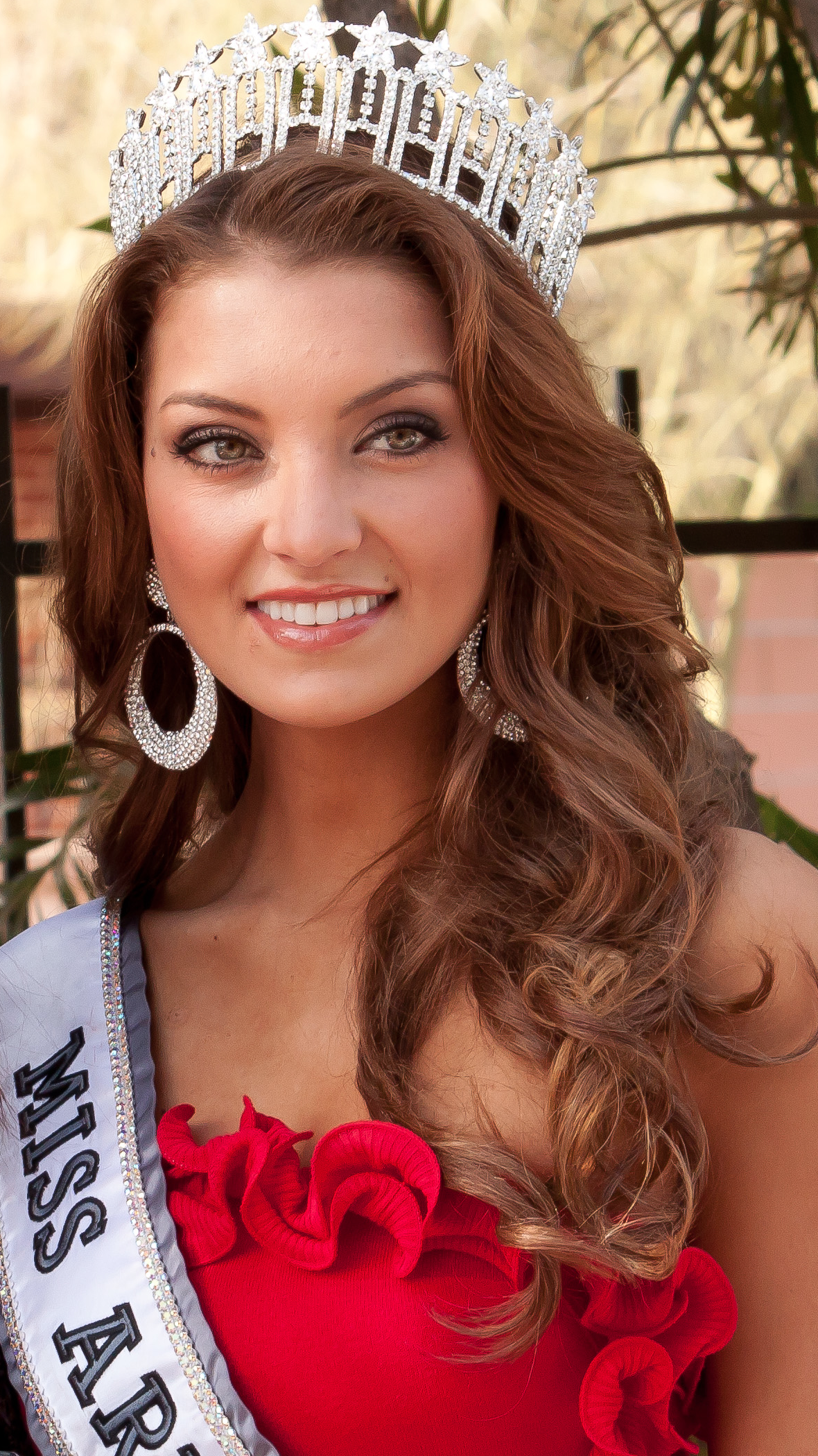
Brittany Brannon, Miss Arizona USA 2011

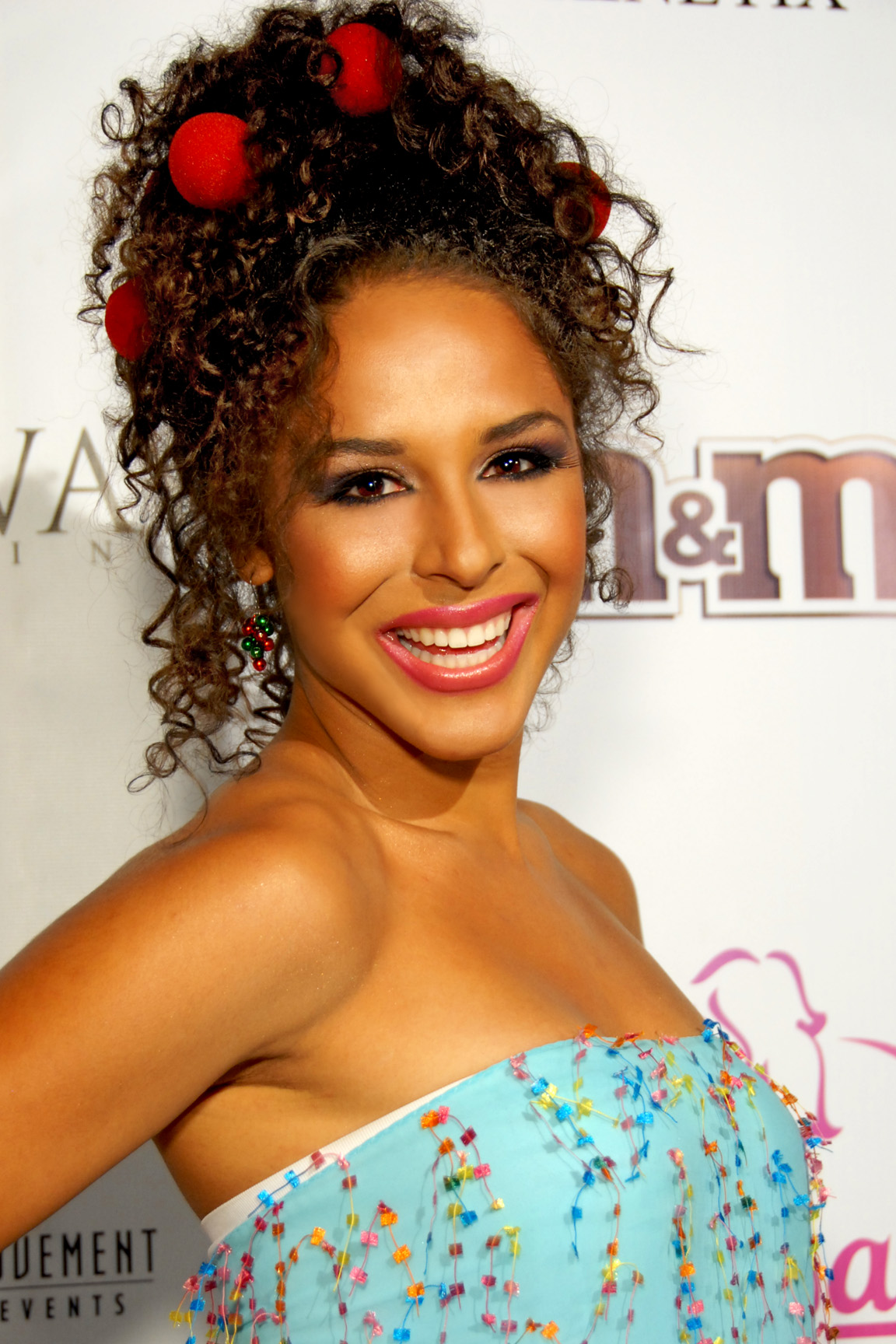
Brittany Bell, Miss Arizona USA 2010

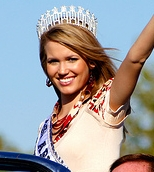
Courtney Barnas, Miss Arizona USA 2007

| Ano  | Representante         | Cidade          | Colocação              | Miss Universo               |
| 2020 | Yesenia Vidales       | Phoenix         |                        |                             |
| 2019 | Savannah Wix          | Paradise Valley |                        |                             |
| 2018 | Nicole Smith          | Phoenix         |                        |                             |
| 2017 | Tommy Lynn Calhoun    | Tucson          |                        |                             |
| 2016 | Chelsea Myers         | Tempe           | Semifinalista (Top 15) |                             |
| 2015 | Maureen Montagne      | Chandler        | Semifinalista (Top 15) |                             |
| 2014 | Jordan Wessel         | Phoenix         | Semifinalista (Top 20) |                             |
| 2013 | Rachel Massie         | Scottsdale      |                        |                             |
| 2012 | Erika Frantzve        | Scottsdale      |                        |                             |
| 2011 | Brittany Brannon      | Paradise Valley | Semifinalista (Top 16) |                             |
| 2010 | Brittany Bell         | Chandler        |                        |                             |
| 2009 | Alicia-Monique Blanco | Phoenix         | 3º. Lugar              |                             |
| 2008 | Kimberly Joiner       | Gilbert         |                        |                             |
| 2007 | Courtney Barnas       | Mesa            |                        |                             |
| 2006 | Brenna Sakas          | Chandler        | Semifinalista (Top 15) |                             |
| 2005 | Mariana Loya          | Gilbert         |                        |                             |
| 2004 | Danielle Demski       | Chandler        | Semifinalista (Top 15) |                             |
| 2003 | Nafeesa DeFlorias     | Phoenix         |                        |                             |
| 2002 | Jennifer Lenz         | Mesa            |                        |                             |
| 2001 | Tasha Dixon           | Phoenix         |                        |                             |
| 2000 | Heather Keckler       | Scottsdale      |                        |                             |
| 1999 | Cara Jackson          | Chandler        |                        |                             |
| 1998 | Stacey Kole           | Tempe           | Semifinalista (Top 10) |                             |
| 1997 | Jessica Nicely        | Gilbert         |                        |                             |
| 1996 | Christina Novak       | Scottsdale      |                        |                             |
| 1995 | Shara Riggs           | Oro Valley      |                        |                             |
| 1994 | Jennifer Tisdale      | Mesa            |                        |                             |
| 1993 | Apryl Hettich         | Scottsdale      |                        |                             |
| 1992 | Dannis Shephard       | Mesa            | Semifinalista (Top 11) |                             |
| 1991 | Maricarroll Verlinde  | Phoenix         | Semifinalista (Top 11) |                             |
| 1990 | Lezlie Leonard        | Graham County   |                        |                             |
| 1989 | Lee Anne Locken       | Apache Junction | Semifinalista (Top 10) |                             |
| 1988 | Kris Keim             | Scottsdale      |                        |                             |
| 1987 | Diane Martin          | Phoenix         | 3º. Lugar              |                             |
| 1986 | Jodi Armstrong        | Phoenix         |                        |                             |
| 1985 | Michelle Ducote       | Tempe           | Semifinalista (Top 10) |                             |
| 1984 | Daria Sparling        | Tucson          |                        |                             |
| 1983 | Sindy Hedden          | Tucson          |                        |                             |
| 1982 | Lori Hakola           | Tucson          |                        |                             |
| 1981 | Cassie Hill           | Phoenix         |                        |                             |
| 1980 | Jineane Ford          | Gilbert         | 2º. Lugar              |                             |
| 1979 | Ana Rupert            | Scottsdale      | Semifinalista (Top 12) |                             |
| 1978 | Jacque Crutchfield    | Phoenix         |                        |                             |
| 1977 | Toni Abranovic        | Scottsdale      | Semifinalista (Top 12) |                             |
| 1976 | Curvey Walters        | Phoenix         |                        |                             |
| 1975 | Sanna Osgood          | Scottsdale      |                        |                             |
| 1974 | Carlys Peterson       | Phoenix         | Semifinalista (Top 12) |                             |
| 1973 | Sherry Nix            | Phoenix         | 4º. Lugar              |                             |
| 1972 | Marcia Banks          | Tempe           | 3º. Lugar              |                             |
| 1971 | Susanne Pottenger     | Tempe           | 4º. Lugar              |                             |
| 1970 | Alicia Lein           | Mesa            |                        |                             |
| 1969 | Ruth Hayes            | Tempe           | 4º. Lugar              |                             |
| 1968 | Shirley Sprague       | Avondale        |                        |                             |
| 1967 | Judianne Magnusson    | Phoenix         | Semifinalista (Top 15) |                             |
| 1966 | Roxanne Neeley        |                 | Semifinalista (Top 15) |                             |
| 1965 | Jane Nelson           |                 | 2º. Lugar              |                             |
| 1964 | Diane Reutter         | Phoenix         |                        | style="background:#FFFACD;" |
| 1963 | Diane McGarry         | Phoenix         | Semifinalista (Top 15) |                             |
| 1962 | Jerri Michaelson      | Tucson          | Semifinalista (Top 15) |                             |
| 1961 | Shyrle Owens          |                 |                        |                             |
| 1960 | Virginia Crook        |                 |                        |                             |
| 1959 | Patricia Varga        |                 |                        |                             |
| 1958 | Shirlee Fox           |                 |                        |                             |
| 1956 | Maija Bertulson       |                 |                        |                             |
| 1955 | Patti Marks           | Tucson          |                        |                             |
| 1954 | Bonnie Jackson        | Phoenix         |                        |                             |
| 1953 | Eleanor Ruth Cross    | Phoenix         |                        |                             |
| 1952 | Charlene Hendricks    | Tucson          |                        |                             |

## Ligações Externas
- Site Oficial do Miss Arziona
- Site Oficial do Miss USA
- Site Oficial do Miss Universo